# Tim van der Velde
Tim van der Velde (* 13. April 1996 in Köln) ist ein deutscher Basketballspieler.

## Laufbahn
Van der Velde entstammt der Nachwuchsabteilung der SG Köln 99ers, die 2013 in den RheinStars Köln aufgingen. Ab der Premierensaison der RheinStars spielte er in der Herrenmannschaft der Kölner, machte 2014 den Aufstieg in die erste Regionalliga sowie in der Saison 2014/15 den Gewinn des Meistertitels in der West-Staffel der ersten Regionalliga mit. Anschließend ging van der Velde mit den RheinStars in die 2. Bundesliga ProA, nachdem die ProB übersprungen worden war.
Im Sommer 2017 verließ er seine Heimatstadt Köln und setzte seine Karriere beim ETB Essen in der 2. Bundesliga ProB fort. Nach einem Jahr in Essen kehrte er nach Köln zurück, die Mannschaft hatte sich zuvor freiwillig in die 2. Bundesliga ProB zurückgezogen. Mit den Kölnern verpasste er 2018/19 den Klassenverbleib in der 2. Bundesliga ProB und spielte mit der Mannschaft somit in der Saison 2019/20 in der 1. Regionalliga West. Van der Velde schloss das Spieljahr mit seinen Kölnern auf dem ersten Tabellenrang ab, die Saison wurde im März 2020 wegen der Ausbreitung des Coronavirus SARS-CoV-2 vorzeitig beendet.
In der Sommerpause 2020 verließ er Köln und ging zum Studium nach Wien.

### Nationalmannschaft
Er nahm mit Deutschlands U18-Auswahl an der Europameisterschaft 2012 teil, gehörte zum deutschen Kader beim Albert-Schweitzer-Turnier 2014 und gewann mit der U18-Nationalmannschaft im Sommer 2014 die Goldmedaille bei der B-EM.